# St. Bartholomäus (Hörgersdorf)

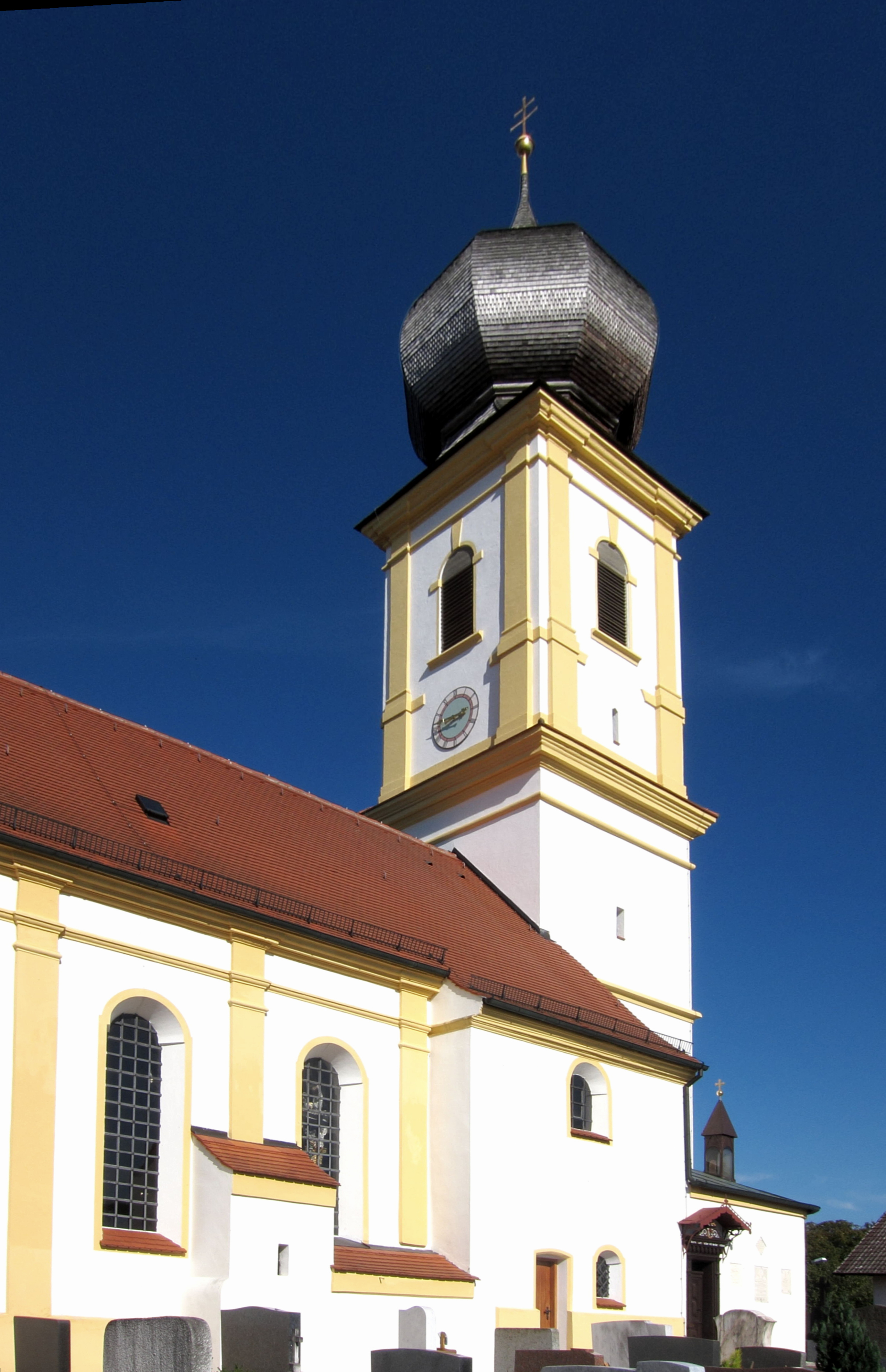
St. Bartholomäus von Südwesten

St. Bartholomäus in Hörgersdorf im Landkreis Erding (Oberbayern) ist eine Kirche mit Rokoko-Ausstattung.
Sie gehört neben St. Mariä Geburt (Eschlbach) und St. Johannes der Täufer (Oppolding) zu den drei bekannten Rokokokirchen im Landkreis Erding. Alle drei stehen in einer Entfernung von weniger als fünf Kilometern zueinander.

## Bauwerk
Die Kirche wurde um 1720 von Anton Kogler als Saalkirche mit stark eingezogener Apsis erbaut.
Die Kirche steht auf einer nach Westen stark abfallenden Höhe. Die schwierige Geländelage bedingt die ungewöhnliche Lage des Turms, der nach Osten statt wie üblich nach Westen angeordnet ist. Der mit einer Zwiebelhaube abschließende Turm hat eine Gliederung durch Pilaster.

## Ausstattung

St. Bartholomäus Innenraum

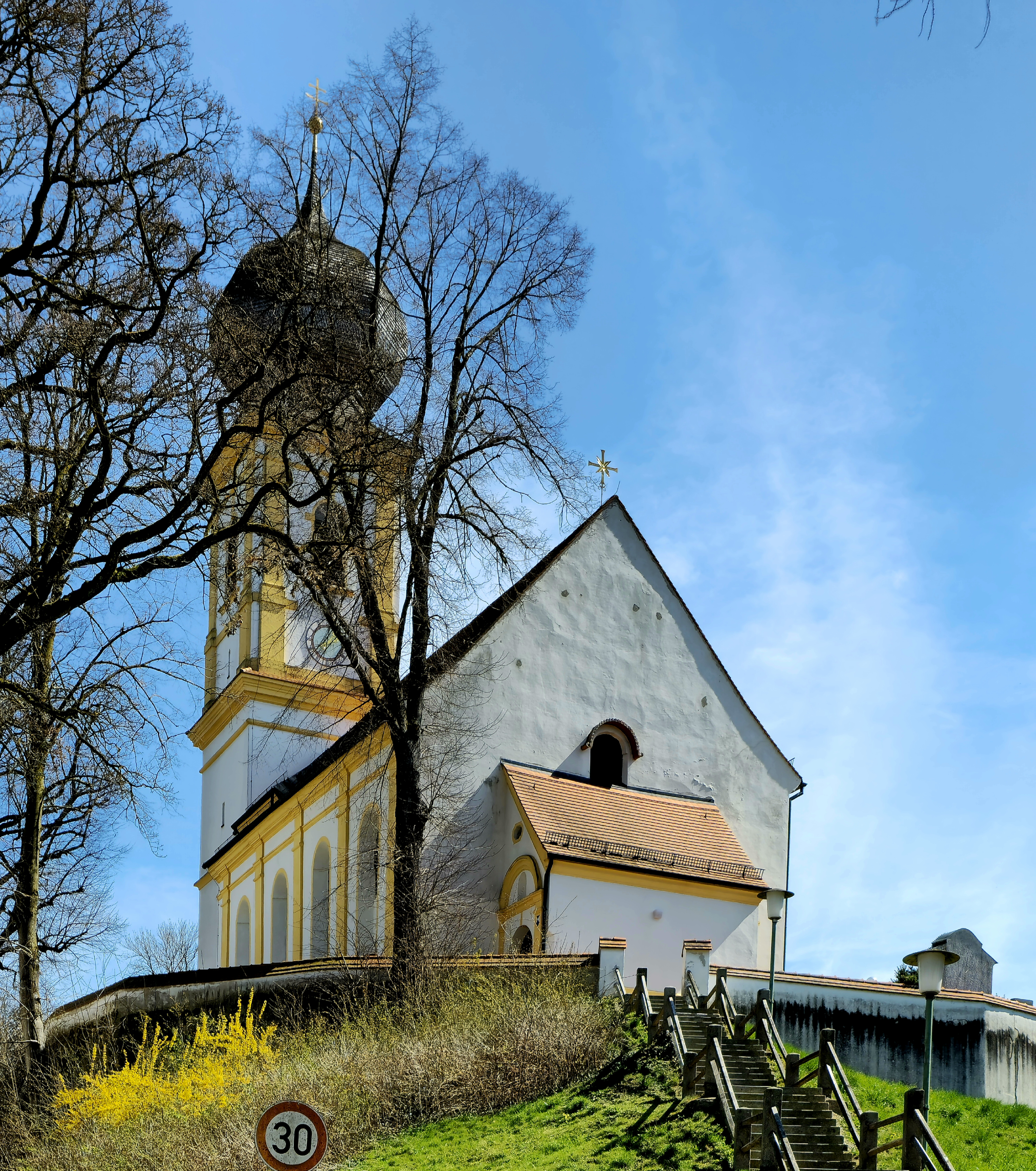
St. Bartholomäus von Westen

Auf Veranlassung von Max Ludwig Dapsal, der 1745–87 als Pfarrer im damaligen Pfarrort Eschlbach wirkte, wurde um 1760 die Rokoko-Ausstattung ergänzt, die vom bekannten Künstler-Team Johann Anton Pader, Matthias Fackler und Christian Jorhan der Ältere gestaltet wurde.
2008 wurde die Kirche aufwändig renoviert.